# Valentin de Rhétie
Pour les articles homonymes, voir Saint Valentin.
Valentin de Rhétie, nommé Valentinus en latin, (Ve siècle) est un moine gyrovague et prédicateur, un abbé légendaire conduisant la prédication dans les Alpes centrales et les Alpes autrichiennes, sur les versants suisses, autrichiens ou italiens actuels. Il aurait fini sa vie comme évêque itinérant de l'ancienne province de Rhétie. 

## Biographie légendaire
Valentin apparaît comme le patron (peut-être tardif) des chrétiens valentiniens, qui allaient à la rencontre des derniers adorateurs païens des eaux, bois et rochers, tout en les incitant à se convertir car ils partageaient la même impression de grandeur divine devant les choses remarquables de la nature. Ils proposaient de créer ensemble des lieux de soin, de repos ou de paisibles méditations, à proximité de ses sanctuaires naturels à préserver.
Ce courant valentinien défendant les « gentils  » (païens) s'est opposé très tôt à la destruction des anciens sanctuaires honorés par les populations natives, sanctuaires jugés hérétiques dès que l'on ne comprenait pas des pratiques ou des inscriptions complexes. Le courant martinien, développé ou initié par saint Martin adopte une posture médiane, il garde indéniablement la violence destructrice des biens matériels (symbolisé par la hache), mais respecte la vie humaine et admet parfois ensuite la présence unique d'un sanctuaire chrétien, construit avec les débris.
Valentin prêche dans l'antique Rhétie, mais aussi probablement dans ses marges alpines, en Suisse et en Autriche actuelles. 
Son corps est d'abord enterré à Mais, près de Mérano dans l'actuel Tyrol du Sud italien. Ce saint personnage étant devenu légendaire par la prédication d'autres moines gyrovagues en Austrasie, il aurait commencé à attirer les foules de pèlerins. Pépin et les moines bénédictins rédacteurs officiels de son hagiographie organisent le transfert de ses cendres à Passau en Bavière. Il y devient le patron de ce diocèse.

## Traditions et art
Saint Valentin a été invoqué en Allemagne pour les soins des épileptiques. Il est représenté sur le retable réalisé fin XV de la chapelle de Sankt Neithard dans la cathédrale d'Ulm. Un tableau du musée national germanique de Nuremberg daté de 1520 le montre également dans cette posture, soucieux de cette infirmité.
L'historien d'art français Louis Réau postulait pour expliquer la vocation guérisseuse du saint un glissement sémantique de Valentin due à la prononciation germanique en un radical proche du verbe fallen, tomber ou de la racine du vocable Fallsucht, signifiant épilepsie. Mais l'historien commun peut y entrevoir aussi la rencontre du moine Valentin avec les restes de pratiques shamaniques hyperboréennes, conservées longtemps par le paganisme triomphant.
Sa fête est le 14 février.